# Castillejo de Iniesta
Castillejo de Iniesta é um município da Espanha, na província de Cuenca, comunidade autônoma de Castela-Mancha. Tem 27,70 km² de área e em 2021 tinha 129 habitantes (densidade: 4,7 hab./km²). Limita com os municípios de Iniesta e Graja de Iniesta.